# Diócesis de Araçatuba
La diócesis de Araçatuba (en latín: Dioecesis Arassatuben(sis) y en portugués: Diocese de Araçatuba) es una circunscripción eclesiástica latina de la Iglesia católica en Brasil, sufragánea de la arquidiócesis de Botucatu. La diócesis tiene al obispo Sérgio Krzywy como su ordinario desde el 26 de mayo de 2004. 

## Territorio y organización
La diócesis tiene 9798 km² y extiende su jurisdicción sobre los fieles católicos de rito latino residentes en 19 municipios del estado de São Paulo: Araçatuba, Andradina, Bento de Abreu, Bilac, Birigui, Brejo Alegre, Castilho, Coroados, Gabriel Monteiro, Guaraçaí, Guararapes, Lavínia, Mirandópolis, Murutinga do Sul, Nova Independência, Piacatu, Rubiácea, Santópolis do Aguapeí y Valparaíso.
La sede de la diócesis se encuentra en la ciudad de Araçatuba en donde se halla la Catedral de Nuestra Señora Aparecida.
En 2020 en la diócesis existían 34 parroquias agrupadas en 4 regiones pastorales: Araçatuba, Andradina, Birigui y Guararapes.

## Historia
La diócesis fue erigida el 23 de marzo de 1994 con la bula Progrediens usque del papa Juan Pablo II, obteniendo el territorio de la diócesis de Lins.

## Estadísticas
De acuerdo al Anuario Pontificio 2021 la diócesis tenía a fines de 2020 un total de 438 677 fieles bautizados.
| Año                                                                             | Población            | Población | Población      | Sacerdotes | Sacerdotes    | Sacerdotes    | Bautizados por sacerdote | Diáconos permanentes | Religiosos | Religiosos | Parroquias |
| Año                                                                             | Bautizados católicos | Total     | % de católicos | Total      | Clero secular | Clero regular | Bautizados por sacerdote | Diáconos permanentes | Varones    | Mujeres    | Parroquias |
| ------------------------------------------------------------------------------- | -------------------- | --------- | -------------- | ---------- | ------------- | ------------- | ------------------------ | -------------------- | ---------- | ---------- | ---------- |
| 1999                                                                            | 399 000              | 439 000   | 90.9           | 39         | 23            | 16            | 10 230                   | 1                    | 48         | 37         | 30         |
| 2000                                                                            | 403 000              | 443 000   | 91.0           | 39         | 24            | 15            | 10 333                   | 1                    | 20         | 34         | 30         |
| 2001                                                                            | 404 000              | 454 829   | 88.8           | 38         | 24            | 14            | 10 631                   | 1                    | 19         | 30         | 30         |
| 2002                                                                            | 410 000              | 455 570   | 90.0           | 40         | 26            | 14            | 10 250                   | 1                    | 18         | 40         | 30         |
| 2003                                                                            | 410 000              | 455 570   | 90.0           | 43         | 25            | 18            | 9534                     | 1                    | 22         | 38         | 30         |
| 2004                                                                            | 415 131              | 461 475   | 90.0           | 44         | 27            | 17            | 9434                     | 1                    | 32         | 31         | 31         |
| 2006                                                                            | 415 131              | 461 475   | 90.0           | 42         | 28            | 14            | 9884                     | 1                    | 17         | 34         | 33         |
| 2012                                                                            | 424 550              | 500 000   | 84.9           | 47         | 31            | 16            | 9032                     | 2                    | 21         | 34         | 32         |
| 2015                                                                            | 435 000              | 506 000   | 86.0           | 43         | 27            | 16            | 10 116                   | 3                    | 17         | 22         | 32         |
| 2018                                                                            | 436 720              | 518 340   | 84.3           | 50         | 34            | 16            | 8734                     | 4                    | 17         | 19         | 34         |
| 2020                                                                            | 438 677              | 504 960   | 86.9           | 50         | 35            | 15            | 8774                     | 3                    | 15         | 19         | 34         |
| Fuente: Catholic-Hierarchy, que a su vez toma los datos del Anuario Pontificio. |                      |           |                |            |               |               |                          |                      |            |            |            |

## Episcopologio
- José Carlos Castanho de Almeida † (23 de marzo de 1994-17 de septiembre de 2003 renunció)
- Sérgio Krzywy, desde el 26 de mayo de 2004